# Bigerrionen

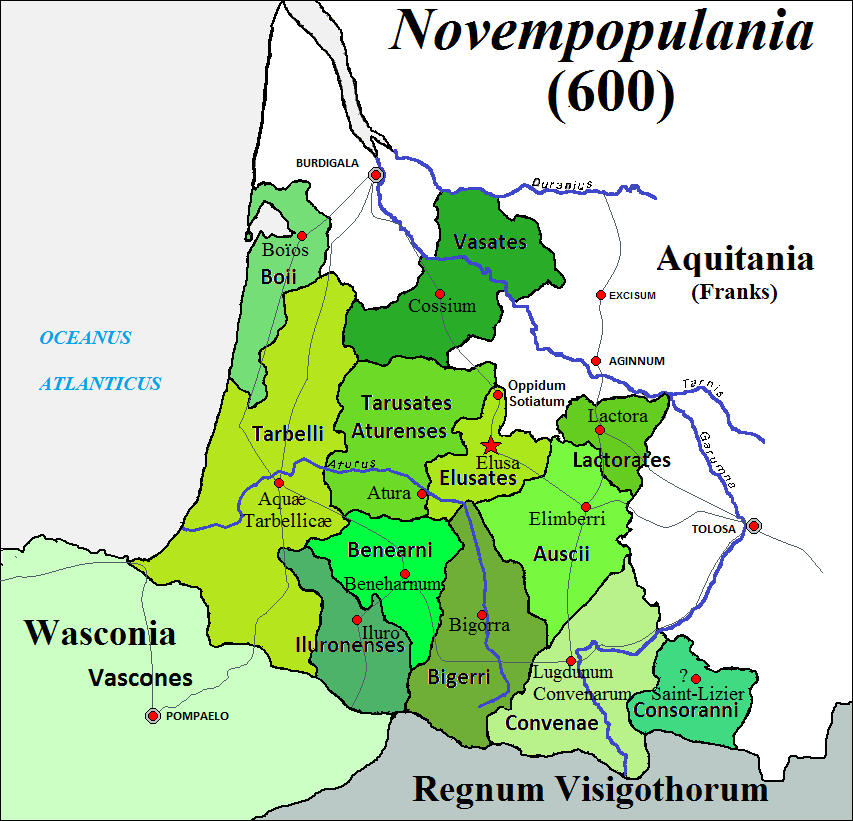
Stämme der Aquitaner

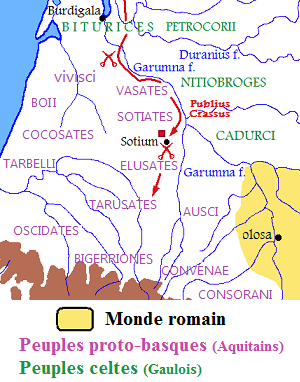
Feldzug in Aquitanien

Die Bigerrionen (lateinisch Bigerriones, seltener Bigerri) waren ein keltischer Stamm der Aquitaner und siedelten am Nordrand der Pyrenäen in der Region Aquitanien (der späteren römischen Provinz Novempopulana) in Südwestfrankreich. Sie gaben der Landschaft des Bigorre ihren Namen. Der Name selbst ist wahrscheinlich auf das baskische Wort ibai-gorri (roter Fluss, roter Bach) zurückzuführen.
Die Bigerri ergaben sich mit den Stämmen der Tarbeller, Vasaten, Elusaten, Auscer, Ptianier u. a. 56 v. Chr. Publius Licinius Crassus, einem General Gaius Iulius Caesars. In seinem Werk Commentarii de bello Gallico erwähnt Caesar die Bigerri unter den Stämmen Aquitaniens.
Ihr befestigtes Oppidum Bigorra (oder Begorra) befand sich auf einer Hügelkuppe über dem heutigen Saint-Lézer. An gleicher Stelle errichteten zu Beginn des 4. Jahrhunderts n. Chr. die Gallorömer eine ummauerte Wehranlage, das Castrum Bigorra in der Provinz Novempopulana.